# Prostki (gemeente)
De gemeente Prostki is een landgemeente in het Poolse woiwodschap Ermland-Mazurië, in powiat Ełcki.
De zetel van de gemeente is in Prostki.
Op 30 juni 2004 telde de gemeente 7509 inwoners.

## Oppervlakte gegevens
In 2002 bedroeg de totale oppervlakte van gemeente Prostki 230,47 km², waarvan:
- agrarisch gebied: 66%
- bossen: 22%

De gemeente beslaat 20,73% van de totale oppervlakte van de powiat.

## Demografie
Stand op 30 juni 2004:
| Omschrijving                   | Totaal | Totaal | Vrouwen | Vrouwen | Mannen | Mannen |
| ------------------------------ | ------ | ------ | ------- | ------- | ------ | ------ |
| eenheid                        | aantal | %      | aantal  | %       | aantal | %      |
| inwoners                       | 7509   | 100    | 3696    | 49,2    | 3813   | 50,8   |
| bevolkingsdichtheid (inw./km²) | 32,6   | 32,6   | 16      | 16      | 16,5   | 16,5   |

In 2002 bedroeg het gemiddelde inkomen per inwoner 1711,91 zł.

## Administratieve plaatsen (sołectwo)
Bobry, Bogusze, Borki, Bzury, Cisy, Czyprki, Dąbrowskie, Długochorzele, Długosze, Dybowo, Dybówko, Glinki, Gorczyce, Guty Rożyńskie, Jebramki, Katarzynowo, Kobylin, Kobylinek, Kopijki, Kosinowo, Krupin, Krzywe, Krzywińskie, Kurczątki, Lipińskie Małe, Marchewki, Miechowo, Miłusze, Nowaki, Olszewo, Ostrykół, Popowo, Prostki, Rożyńsk Wielki, Sokółki, Sołtmany, Taczki, Wiśniowo Ełckie (sołectwa: Wiśniowo Ełckie I, Wiśniewo Ełckie II en Wytwórnia Chemiczna), Zawady-Tworki, Żelazki.
Zonder de status sołectwo : Ciernie, Kibisy, Wojtele, Niedźwiedzkie

## Aangrenzende gemeenten
Biała Piska, Ełk, Grajewo, Kalinowo, Rajgród, Szczuczyn